# Seznam hororových povídek Miloslava Švandrlíka
Tento článek je seznamem více než 300 hororových povídek českého spisovatele a humoristy Miloslava Švandrlíka a jeho 19 knih, které tyto povídky obsahují. Svoji první knihu hororových povídek Švandrlík nazval Draculův švagr a vydal ji v roce 1970. Prozatím poslední tři povídkové výběry vyšly pod názvem 3x 100 hororů v roce 2017. V roce 1996 Karel Smyczek natočil podle knihy Draculův švagr stejnojmenný dvanáctidílný televizní seriál, v roce 2011, již po Švandrlíkově smrti, natočil Vladimír Michálek podle jeho povídek třináctidílný televizní seriál s názvem Okno do hřbitova.

## Vznik povídek
Uvedené povídky jsou s určitou nadsázkou zařazované do literárního žánru horor. Vhodnější je však označovat tyto povídky jako strašidelné příběhy – fantaskní či kriminální. Takových povídek napsal Miloslav Švandrlík 307 a vyšly celkem v 19 knihách (údaj k 31. 5. 2018). První hororovou povídkovou knihou Švandrlíka byl Draculův švagr z roku 1970 a obsahoval 42 povídek. Protože Švandrlíkovi byla komunistickým režimem tvorba takovýchto povídek zakázána, vyšla reedice Draculova švagra až po sametové revoluci v roce 1989. Poté v únoru 1990 vyšla druhá Švandrlíkova hororová kniha Příšerná smrt krásné dívky, která obsahovala 30 povídek, z nichž bylo 12 převzatých z Draculova švagra. Stejně tak následující Švandrlíkovy povídkové knihy s tímto tématem vždy obsahovaly několik nových povídek a několik již vydaných. Všechny nové povídky přinesla až kniha Draculův zlověstný doušek z roku 1997 a taktéž kniha Draculův temný stín z roku 2003. Výběr z roku 2004 Kostlivec v kredenci, druhý výběr z téhož roku 100 nejlepších hororů a dvě knihy ze série 3x 100 hororů z roku 2017 Šumavský upír a Čertova bažina pak neobsahují ani jednu novou povídku.

## Seznam knih
Tato kapitola je seznamem 19 Švandrlíkových knih s hororovými povídkami seřazený tak, jak za jeho života popř. i po jeho smrti vycházely.

### Draculův švagr
Draculův švagr je povídková kniha českého spisovatele a humoristy Miloslava Švandrlíka, která poprvé vyšla v roce 1970 v nakladastelství Novinář a obsahovala 42 níže uvedených povídek. Kniha je prvním Švandrlíkovým dílem s hororovými povídkami.
- 1. Pohřební vůz
- 2. Guláš
- 3. Domek v údolí
- 4. Šumavský upír
- 5. Okno do hřbitova
- 6. Dokonalá vražda
- 7. Draculův švagr
- 8. Uškrcená laborantka
- 9. Sokolí hnízdo
- 10. Tajemství hřbitova (Soukromý detektiv vzpomíná I)
- 11. Imitátor
- 12. Farářova rada
- 13. Lupič
- 14. Milenka mrtvého
- 15. Promiňte, omyl!
- 16. Pražský škrtič
- 17. Geniální plán
- 18. Břitva
- 19. Koupací komplex
- 20. Tygrodlak
- 21. Vila v Karpatech (Soukromý detektiv vzpomíná II)
- 22. Jak jsem kupoval mlejn
- 23. Imbecil
- 24. Čarodějnice
- 25. Důkaz
- 26. Mstivý šašek
- 27. Doktor Domián
- 28. Druhý svědek
- 29. Objev Valentina Krocánka
- 30. Hobby
- 31. Poprava na Krambergu
- 32. Alkoholik Brebera
- 33. Zrůdy
- 34. Konec Rasputina v Novém Strašecí
- 35. Návrat
- 36. Bláznivý Lorenc
- 37. Boj s mystikem
- 38. Vražda slečny Švejdové
- 39. Přeludy a Vadlejch
- 40. Socha
- 41. Padouch z Horní Libně
- 42. Důkaz ze záhrobí aneb Poslední zločin Markýze de Sade

### Příšerná smrt krásné dívky
Příšerná smrt krásné dívky je povídková kniha českého spisovatele a humoristy Miloslava Švandrlíka, která vyšla poprvé v roce 1990 ve vydavatelství Mladá fronta. Kniha obsahovala 30 níže uvedených povídek, z nichž zde bylo 18 vydáno poprvé (označené zkratkou "nov.") a 12 převzato z knihy Draculův švagr.
- 1. Příšerná smrt krásné dívky (nov.)
- 2. Pruský palaš (nov.)
- 3. Pohřební vůz
- 4. Poprava na Krambergu
- 5. Takový krásný sklep (nov.)
- 6. Suverén (nov.)
- 7. Sokolí hnízdo
- 8. Zvědavost (nov.)
- 9. Kibic (nov.)
- 10. Imitátor
- 11. Farářova rada
- 12. Sací koš (nov.)
- 13. Historické poslání (nov.)
- 14. Břitva
- 15. Imbecil
- 16. Obchodnice s nadějemi (nov.)
- 17. Pavouček (nov.)
- 18. Zlý trpaslík Otomar (nov.)
- 19. Jeden musel zemřít (nov.)
- 20. Malý soukromý hřbitov (nov.)
- 21. Domek v údolí
- 22. Milenka mrtvého
- 23. Mstivý šašek
- 24. Druhý svědek
- 25. Bláznivý Lorenc
- 26. Zvoník (nov.)
- 27. Médium (nov.)
- 28. Modrá voda (nov.)
- 29. Věštba francouzského zběha (nov.)
- 30. Bílý mužíček (nov.)

### Rakev do domu
Rakev do domu je povídková kniha českého spisovatele a humoristy Miloslava Švandrlíka, která vyšla poprvé v roce 1991 ve vydavatelství SNTL. Kniha obsahovala 31 níže uvedených povídek, z nichž zde bylo 24 vydáno poprvé (označené zkratkou "nov.") a 7 převzato z knihy Draculův švagr.
- 1. Nepožádáš manželky přítele svého (nov.)
- 2. Dokonalý zločin (nov.)
- 3. Trojí leknutí Roberta Brůny (nov.)
- 4. Padouch z Horní Libně
- 5. Trojbarevná Penelopé (nov.)
- 6. Ježíšmarjá! (nov.)
- 7. Ďábel z Kujče (nov.)
- 8. Draculův švagr
- 9. Přejete si vidět nebožku? (nov.)
- 10. Rakev do domu (nov.)
- 11. Guláš
- 12. Co dokáží geny (nov.)
- 13. Frajer se vrací (nov.)
- 14. Pytlák (nov.)
- 15. Šumavský upír
- 16. Bojím se, doktore! (nov.)
- 17. Pomsta doktorky Galhové (nov.)
- 18. Poslední oběť (nov.)
- 19. Velká role Viléma Šajtara (nov.)
- 20. Kanadský žertík (nov.)
- 21. Poselství profesora Termera (nov.)
- 22. Objev Valentina Krocánka
- 23. Pták smrti (nov.)
- 24. Diogenes (nov.)
- 25. Poslední zločin markýze de Sade
- 26. Dirixe neotrávíš (nov.)
- 27. Zcela nezbytná vražda (nov.)
- 28. Jak jsem kupoval mlejn
- 29. Árie (nov.)
- 30. Náhrobní kameny (nov.)
- 31. Přirozené vysvětlení (nov.)

### Sexbomba na doplňkovou půjčku
Sexbomba na doplňkovou půjčku (pět mandelů povídek) je povídková kniha českého spisovatele a humoristy Miloslava Švandrlíka, která vyšla poprvé v roce 1991 v nakladatelství Česká expedice a obsahovala pět mandelů povídek, tedy celkem 75 povídek. Podle Ivo Fencla tato kniha obsahovala hororových povídek jen 17. Na konci Třetího mandele – Lidé kolem nás 2 a 15 v Čtvrtém mandelu – Mezi nebem a zemí, nicméně v pozdějších Švandrlíkových výběrech hororových povídek se objevily i povídky z ostatních mandelů. Nových dosud nevydaných hororových povídek kniha obsahovala 9 (označené zkratkou "nov."), 12 bylo převzato z knihy Draculův švagr.

#### První mandel / Dítě hlava rodiny
- 1. Zelená Karkulka
- 2. Alenka a bábovičky
- 3. Křivé zuby
- 4. Pepíčku, Pepíčku (nov.)
- 5. Starší brácha
- 6. Novák je Novák
- 7. V nové rodině
- 8. Rafinované dítě
- 9. Tatínek jde příkladem
- 10. Komulkovy starosti
- 11. Zdroje inspirace
- 12. Zvídavý Vilém
- 13. Natrhování žaketu
- 14. Podezřelý je učitel
- 15. Promiňte, omyl!

#### Druhý mandel / Rodina – základ státu
- 1. Labe jménem Mařena
- 2. Láska
- 3. Jeden z nápadů mé ženy
- 4. Divná rodina
- 5. Pohlavek v garsonce
- 6. Vysoce perspektivní manželství
- 7. Vyčitat je riziko
- 8. Táto, vem si žíci!
- 9. Manželka a Brtáň z Olbramovic
- 10. Víš, co u mne jsi?
- 11. Sexbomba na doplňkovou půjčku
- 12. Předvánoční houbař
- 13. Dášenka a Diogénes
- 14. Koupací komplex
- 15. Muž pod postelí

#### Třetí mandel / Lidé kolem nás
- 1. Vydřiduch
- 2. Nebezpečný podnájemník
- 3. Inspirace (nov.)
- 4. Duo
- 5. Vejce na tvrdo
- 6. Jupiter jde ulicí
- 7. Kozel jako tradice
- 8. Bábovka a striptýz
- 9. Zvíře hledá krásku
- 10. Janišta a Desdemona
- 11. Návštěvy za kuropění
- 12. Případné milenky
- 13. Soused Karbunát
- 14. Uškrcená laborantka
- 15. Alkoholik Brebera

#### Čtvrtý mandel / Mezi nebem a zemí
- 1. Přeludy a Vadlejch
- 2. Strašlivé doznání (nov.)
- 3. Léčka na strýce (nov.)
- 4. Povídka o zavináčích (nov.)
- 5. Konflikt s virtuosem Kačabou (nov.)
- 6. Boj s mystikem
- 7. Okno do hřbitova
- 8. Čarodějnice
- 9. Druhý svědek
- 10. Socha
- 11. Kvedlačka s protekcí (nov.)
- 12. Hadí muž (nov.)
- 13. Vražda slečny Švejdové
- 14. Dokonalá vražda
- 15. Ohnivý krocan (nov.)

#### Pátý mandel / Příjemný podzim
- 1. Kdeže je naivní dětství
- 2. Chlapák Pepa Uječek
- 3. Příležitostný revmatik
- 4. Námět na román
- 5. Čtení pro babičku
- 6. Kofrdové
- 7. Když je děda na tvarohu
- 8. Co s chudou holkou
- 9. Štafle
- 10. Jo jo
- 11. Pygmejská dívka
- 12. Lepší vdovci
- 13. Tvrdohlavý kmet Črhola
- 14. Děda se nedá
- 15. Zcela ideální dědeček

### Zazvoňte mi umíráčkem!
Zazvoňte mi umíráčkem! je povídková kniha českého spisovatele a humoristy Miloslava Švandrlíka, která vyšla poprvé v roce 1992 v nakladatelství Petrklíč a obsahovala 19 níže uvedených povídek. 13 povídek zde bylo vydáno poprvé (označené zkratkou "nov."), 6 převzato z knihy Draculův švagr.
- 1. Viselcova intervence (nov.)
- 2. Doktor Domián
- 3. Koktavé strašidlo (nov.)
- 4. Kostlivec z Černého močálu (nov.)
- 5. Návrat
- 6. Vražda slečny Švejdové
- 7. Nesprávné tělo (nov.)
- 8. Tygrodlak
- 9. Pacient (nov.)
- 10. Geniální plán
- 11. Důkaz ze záhrobí aneb Poslední zločin markýze de Sade
- 12. Dárek pro babičku (nov.)
- 13. Filmová zkouška (nov.)
- 14. Zvuková transfúze (nov.)
- 15. U Matěje šenkýře (nov.)
- 16. Lojza (nov.)
- 17. Othello až za hrob (nov.)
- 18. Pouštní had zeng (nov.)
- 19. Vlkodlak měl smůlu (nov.)

### Kdo se bojí, nesmí na hřbitov
Kdo se bojí, nesmí na hřbitov je povídková kniha českého spisovatele a humoristy Miloslava Švandrlíka, která vyšla poprvé v roce 1996 v nakladatelství Madagaskar a obsahovala 30 níže uvedených povídek. 18 povídek zde bylo vydáno poprvé (označené zkratkou "nov."), 12 převzato z knih vydaných dříve.
- 1. Cikánčina věštba (nov.)
- 2. Nebezpečná trasa (nov.)
- 3. Splněný sen (nov.)
- 4. Konec čistotného pána (nov.)
- 5. Dopis (nov.)
- 6. Ryšavý kovář (nov.)
- 7. Žert krásné nebožky (nov.)
- 8. Takový krásný sklep
- 9. Bloudění (nov.)
- 10. Modrá voda
- 11. Malý soukromý hřbitov
- 12. Pytlák
- 13. Břitva
- 14. Raz ťa podrežem (nov.)
- 15. Zjevení u Botiče (nov.)
- 16. Nepožádáš manželky přítele svého
- 17. Švýcarské cukroví (nov.)
- 18. Někdy to nevyjde (nov.)
- 19. Bláznivý Lorenc
- 20. Upírův krátký život (nov.)
- 21. Smrt výrobce rachejtlí (nov.)
- 22. Pruský palaš
- 23. Děda pod jabloní (nov.)
- 24. Bílý mužíček
- 25. Cesta na svobodu (nov.)
- 26. Othello až za hrob
- 27. Pohřební vůz
- 28. Zcela nezbytná vražda
- 29. Sladký zvuk zvonů (nov.)
- 30. Ideální gorila (nov.)

### Draculův zlověstný doušek
Draculův zlověstný doušek je povídková kniha českého spisovatele a humoristy Miloslava Švandrlíka, která vyšla poprvé v roce 1997 v nakladatelství Madagaskar a obsahovala 30 níže uvedených dosud nikde nevydaných povídek.
- 1. Experiment v myslivně
- 2. Kulturní pracovník
- 3. Šestá dimenze
- 4. Turkmenský vlkodav
- 5. Staré číslo
- 6. Hra na pravdu
- 7. Soukupa ve snu viděti
- 8. Na slávu bylo pozdě
- 9. Hřbitovní zloděj
- 10. Noční návštěva
- 11. Proč mě zachránil?
- 12. Pomsta
- 13. Černá slepice
- 14. Minulé životy
- 15. Kaplička
- 16. Loupež
- 17. Zrušený vlak
- 18. Negalantní amant
- 19. Trestající anděl
- 20. Monstrum
- 21. Návrat do vlasti
- 22. Parte
- 23. Dobrý rádce
- 24. Neochotný ďábel
- 25. Varování za záhrobí
- 26. Martinova loupež
- 27. Narozeniny
- 28. Stradivárky
- 29. Draculův zlověstný doušek
- 30. Přátelé člověka

### Zubatá za krkem
Zubatá za krkem je povídková kniha českého spisovatele a humoristy Miloslava Švandrlíka, která vyšla poprvé v roce 2001 v nakladatelství Camis a obsahovala 42 povídek, ale jen jednu novou – Úplňky v Kutné Hoře (je označena zkratkou "nov.").
- 1. Úplňky v Kutné Hoře (nov.)
- 2. Viselcova intervence
- 3. Filmová zkouška
- 4. Zvuková transfúze
- 5. U Matěje Šenkýře
- 6. Lojza
- 7. Othello až za hrob
- 8. Vlkodlak měl smůlu
- 9. Takový krásný sklep
- 10. Suverén
- 11. Zvědavost
- 12. Sací koš
- 13. Obchodnice s nadějemi
- 14. Pavouček
- 15. Zlý trpaslík Otomar
- 16. Jeden musel zemřít
- 17. Malý soukromý hřbitov
- 18. Milenka mrtvého
- 19. Modrá voda
- 20. Experiment v myslivně
- 21. Kulturní pracovník
- 22. Turkmenský vlkodav
- 23. Staré číslo
- 24. Hra na pravdu
- 25. Hřbitovní zloděj
- 26. Černá slepice
- 27. Kaplička
- 28. Loupež
- 29. Zrušený vlak
- 30. Negalantní amant
- 31. Trestající anděl
- 32. Monstrum
- 33. Parte
- 34. Stradivárky
- 35. Splněný sen
- 36. Konec čistotného pána
- 37. Ryšavý kovář
- 38. Zjevení u Botiče
- 39. Upírův krátký život
- 40. Smrt výrobce rachejtlí
- 41. Děda pod jabloní
- 42. Ideální gorila

### Draculův temný stín
Draculův temný stín je povídková kniha českého spisovatele a humoristy Miloslava Švandrlíka, která vyšla poprvé v roce 2003 v nakladatelství Epocha a obsahovala 30 úplně nových povídek.
- 1. Setkání na terase
- 2. Neměl nárok
- 3. Výbuch
- 4. Příležitost
- 5. Hodnotná strava
- 6. Trochu nešťastná záliba
- 7. Trucování v přírodě
- 8. Ne zcela běžný proces
- 9. Zubatý Matěj
- 10. Mejdan
- 11. Havran
- 12. Omyl
- 13. Svíčka na márách
- 14. Poctivý Laco
- 15. Staré hodiny
- 16. Proviant
- 17. Když se měsíc šklebí
- 18. Kde je moje máma?
- 19. Zmařené studium
- 20. Konec vilného kmeta
- 21. Správný policajt
- 22. Mňoukavý hotel
- 23. Sen
- 24. Ultimátum
- 25. Nesplněný slib
- 26. Žebřík do nebe
- 27. Kníže hrůzy
- 28. Nejlepší přátelé člověka
- 29. Když to nevyjde
- 30. Králíci se nedočkali

### Kostlivec v kredenci
Kostlivec v kredenci je kniha obsahující povídky tří autorů. 5 povídek Miloslava Švandrlíka, 9 Jiřího Kosa a 9 Štěpána Zavadila. Kniha vyšla poprvé v roce 2004 v nakladatelství Gumruch DTP. Všech 5 Švandrlíkových hororů je převzatých ze starších knih.
- 1. Pohřební vůz
- 2. Sud – Jiří Kos
- 3. Přelud – Štěpán Zavadil
- 4. Příběh z krematoria – Jiří Kos
- 5. Banální případ – Štěpán Zavadil
- 6. Pochod do ráje – Jiří Kos
- 7. Druhý svědek
- 8. Konec upíra Adolfa Bečky – Štěpán Zavadil
- 9. Sebevrah – Jiří Kos
- 10. Černá mše za náměstka Vodičku – Štěpán Zavadil
- 11. Kam na dovolenou? – Jiří Kos
- 12. Domek v údolí
- 13. Kolektivní milenka – Štěpán Zavadil
- 14. Tenkrát na hřbitově – Jiří Kos
- 15. Dům na předměstí – Štěpán Zavadil
- 16. Svatební noc – Jiří Kos
- 17. Doktor Domián
- 18. Vánoční mord – Štěpán Zavadil
- 19. Smilník – Jiří Kos
- 20. Podzimní příhoda zásobovače Dlaska – Štěpán Zavadil
- 21. Černý pasažér – Jiří Kos
- 22. Imbecil
- 23. Chatrč u vody – Štěpán Zavadil

### 100 nejlepších hororů
100 nejlepších hororů je kniha obsahující výběr hororových povídek českého spisovatele a humoristy Miloslava Švandrlíka, která vyšla poprvé v roce 2004 v nakladatelství Epocha. Všechny uvedené povídky již dříve vyšly v předcházejících knihách.
- 1. Důkaz ze záhrobí aneb Poslední zločin markýze de Sade
- 2. Druhý svědek
- 3. Dobrý rádce
- 4. Turkmenský vlkodav
- 5. Viselcova intervence
- 6. Loupež
- 7. Ne zcela běžný proces
- 8. Imbecil
- 9. Negalantní amant
- 10. Konec čistotného pána
- 11. Lojza
- 12. Bílý mužíček
- 13. Když to nevyjde
- 14. Pytlák
- 15. Sací koš
- 16. Bláznivý Lorenc
- 17. Malý soukromý hřbitov
- 18. Doktor Domián
- 19. Zlý trpaslík Otomar
- 20. Břitva
- 21. Parte
- 22. Svíčka na márách
- 23. Žert krásné nebožky
- 24. Takový krásný sklep
- 25. Přirozené vysvětlení
- 26. Draculův švagr
- 27. Zjevení u Botiče
- 28. Geniální plán
- 29. Árie
- 30. Farářova rada
- 31. Zvuková transfuze
- 32. Experiment v myslivně
- 33. Sen
- 34. Náhrobní kameny
- 35. Zvědavost
- 36. Upírův krátký život
- 37. Médium
- 38. Milenka mrtvého
- 39. Smrt výrobce rachejtlí
- 40. Domek v údolí
- 41. Zubatý Matěj
- 42. Nesprávné tělo
- 43. Návrat do vlasti
- 44. Úplňky v Kutné hoře
- 45. Uškrcená laborantka
- 46. U Matěje Šenkýře
- 47. Ďábel z Kujče
- 48. Králíci se nedočkali
- 49. Poprava na Krambergu
- 50. Pruský palaš
- 51. Ideální gorila
- 52. Hodnotná strava
- 53. Modrá voda
- 54. Suverén
- 55. Othello až za hrob
- 56. Historické poslání
- 57. Imitátor
- 58. Vlkodlak měl smůlu
- 59. Pohřební vůz
- 60. Rakev do domu
- 61. Mejdan
- 62. Když se měsíc šklebí
- 63. Mňoukavý hotel
- 64. Filmová zkouška
- 65. Mstivý šašek
- 66. Kaplička
- 67. Ježíšmarjá!
- 68. Kníže hrůzy
- 69. Kibic
- 70. Děda pod jabloní
- 71. Okno do hřbitova
- 72. Monstrum
- 73. Někdy to nevyjde
- 74. Obchodnice s nadějemi
- 75. Raz ťa podrežem
- 76. Pacient
- 77. Ryšavý kovář
- 78. Pták smrti
- 79. Návrat
- 80. Tajemství hřbitova
- 81. Sokolí hnízdo
- 82. Stradivárky
- 83. Proč mě zachránil?
- 84. Guláš
- 85. Kulturní pracovník
- 86. Jeden musel zemřít
- 87. Varování ze záhrobí
- 88. Nepožádáš manželky přítele svého
- 89. Pavouček
- 90. Příležitost
- 91. Zrušený vlak
- 92. Vražda slečny Švejdové
- 93. Trochu nešťastná záliba
- 94. Trestající anděl
- 95. Kostlivec z Černého močálu
- 96. Nebezpečná trasa
- 97. Trojbarevná Penelopé
- 98. Staré hodiny
- 99. Zcela nezbytná vražda
- 100. Trojí leknutí Roberta Brůny

### Markýz de Sádlo: 30 nových hororů
Markýz de Sádlo: 30 nových hororů je povídková kniha českého spisovatele a humoristy Miloslava Švandrlíka, která vyšla poprvé v roce 2005 v nakladatelství Epocha a obsahovala 30 úplně nových do té doby nikde nevydaných hororových povídek.
- 1. Sběratel pavědy
- 2. Rybolov pod smuteční vrbou
- 3. Růžová droga
- 4. U konce s dechem
- 5. Markýz de Sádlo
- 6. Jitrnice
- 7. Šikana na hřbitově
- 8. Před natáčením
- 9. Jako v pohádce
- 10. Klaustrofobie
- 11. Exekutoři
- 12. Špatné počasí
- 13. Host do domu
- 14. V zájmu správné věci
- 15. Zkažený svět
- 16. Pokárání
- 17. Nespavost
- 18. Konflikt s andělem
- 19. Promyšlený plán
- 20. Omyl zeleného oka
- 21. Solidarita
- 22. Ošklivý sen
- 23. Dobrá trefa
- 24. Na špatném místě
- 25. Když zajíček trpí
- 26. Adrianino přání
- 27. Koupel svatého Jana
- 28. Papírník
- 29. Provokace
- 30. Muž v tmavých brýlích

### Přesýpací strejda
Přesýpací strejda je povídková kniha českého spisovatele a humoristy Miloslava Švandrlíka, která vyšla poprvé v roce 2006 v nakladatelství Epocha a obsahovala 29 úplně nových do té doby nikde nevydaných hororových povídek a povídku Hadí muž, která již vyšla v knize Sexbomba na doplňkovou půjčku.
- 1. Moře bylo klidné
- 2. Tři v řadě
- 3. Černá pomsta
- 4. Recidiva
- 5. Cestovatel
- 6. Čaroděj
- 7. Odešel na půdu
- 8. Otoman a lesní panna
- 9. Stříbrňáci
- 10. Věrný Aron
- 11. Činely
- 12. Přesýpací strejda
- 13. Rusalky
- 14. Starý dům
- 15. Žárlivec
- 16. Hadí muž
- 17. U Kulíšků
- 18. Neobvyklá situace
- 19. Rakev
- 20. Babička
- 21. Mstitel
- 22. Lavina
- 23. Věci
- 24. Bílá paní
- 25. Úlovek
- 26. Výprask za milion
- 27. Správná dvojka
- 28. Tajemný zlatník
- 29. Obří veverky
- 30. Splněný sen

### Hajlující upír
Hajlující upír je povídková kniha českého spisovatele a humoristy Miloslava Švandrlíka, která vyšla poprvé v roce 2006 v nakladatelství Epocha a obsahovala 50 úplně nových do té doby nikde nevydaných hororových povídek.
- 1. Měl mlčet
- 2. Větev sebevrahů
- 3. Berle
- 4. Setkání v parku
- 5. Podměrečník
- 6. Výbava pro život
- 7. Atentát
- 8. Král Lear
- 9. Tajemný dům v Brdech
- 10. Hřbitovní problém
- 11. Bahno je zdravé
- 12. Záskok
- 13. Brácha byl smolař
- 14. Černá káva
- 15. Čertova bažina
- 16. Babička na schodech
- 17. Astrolog se zpožděním
- 18. Překvapení
- 19. Nesnadný úkol
- 20. Děs do domu
- 21. Zpoždění
- 22. Oběť
- 23. Smolař v sudu
- 24. Ctižádost
- 25. Problém
- 26. Lidstvo v nebezpečí
- 27. Rakev
- 28. Strašidlo v novostavbě
- 29. Rušitel klidu
- 30. Rusalka
- 31. Radostný štěkot
- 32. DNA nelže
- 33. Malý hrobeček
- 34. Pomsta
- 35. Domácí násilí
- 36. Umrlec nad splavem
- 37. Domek plný hudby
- 38. Právo na soukromí
- 39. Stopařka
- 40. Dříví na zimu
- 41. Jiné řešení
- 42. Potápěč
- 43. Poslední plavba
- 44. Korovec podezřelý
- 45. Toman a lesní panna
- 46. I ty, Divochu?
- 47. Geny
- 48. Pěkná chata
- 49. Exploze na hřbitově
- 50. Hajlující upír

### 100 legend z hradů, měst a katakomb
100 legend z hradů, měst a katakomb je povídková kniha českého spisovatele a humoristy Miloslava Švandrlíka, která poprvé vyšla v roce 2010 v nakladastelství Epocha a obsahovala 100 níže uvedených legend. Část těchto legend - povídek byla v minulosti uveřejněna v novinách a časopisech, ale většina rukopisů byla nedávno objevena v mistrových archivech a byla zde publikována poprvé. 8 povídek, jejichž název je uveden jako odkaz, později vyšly v knize Koktavé strašidlo - třetím svazku projektu 3x 100 hororů a lze je tedy podle nakladatelství Epocha považovat za horory. Současně jsou tyto povídky označeny zkratkou (nov.), protože v knižní podobě vyšly poprvé právě v této knize 100 legend z hradů, měst a katakomb.
- 1. Zlatá kvočna pod Křivoklátem
- 2. Když nastaly deště
- 3. Co se dělo na Sázavě
- 4. Slabomyslný kurýr
- 5. Těžký život kartasů
- 6. Vznešená, leč nelíbezná
- 7. Pramáti
- 8. Bouře nad Zvíkovem
- 9. Konec krásných panen
- 10. Košumberský upír
- 11. Pevnost nad Berounkou
- 12. Hrdinova potupná smrt
- 13. Pěkná kaše
- 14. Vzteklý lučištník
- 15. Jak se zbavit zetě
- 16. Jediný zájem Habarda Lopaty
- 17. Diplomat prchá tmou
- 18. O zbabělé jeptišce
- 19. Král z Poděbrad
- 20. Falešný opičák
- 21. Opat s ohněm v patách
- 22. Loupeživý kat
- 23. Příšerný kočár (nov.)
- 24. Děs přichází z Úval
- 25. Protest pana Sekery
- 26. Tajemný Ječov
- 27. Hlídač pokladu v Pardubicích
- 28. Nedůstojný funus
- 29. Parohatý vztekloun
- 30. Bitvy urozených
- 31. Rychmburská tragédie
- 32. Štědrý purkmistr
- 33. Zneuctěná hrdopýška
- 34. Nemilosrdná pomsta (nov.)
- 35. Příjemná šatlava
- 36. Dvouhlavý turek
- 37. Tragické lásky
- 38. Básníkův pád
- 39. Líný skřet Záboj
- 40. Nezvedený synátor
- 41. Odvážný skok
- 42. Prolhaná Apolena
- 43. Zabití nevánočního kapra
- 44. První české safari
- 45. Vášnivý Talián
- 46. Vzácné strašidlo
- 47. Zámek v povětří
- 48. Útěk krásné dámy
- 49. Plamínky nad Prahou
- 50. Plenárka nebožtíků
- 51. Krásná šenkýřka
- 52. Bezhlavý lezec
- 53. Ďábel se zjevuje
- 54. Černý kocour
- 55. Propadlá fintilka (nov.)
- 56. Horor s příjemným koncem (nov.)
- 57. Kost v krku
- 58. Krutí páni v Prčici
- 59. Podezíravá trpaslice
- 60. Udušený dráb
- 61. Vrahovi bylo špatně
- 62. Boleslavská čarodějka
- 63. Půlnoc v Mostecké věži
- 64. Žárlivý umělec
- 65. Zamilovaný vévoda
- 66. Proradná kojná a půlnoční mše (nov.)
- 67. Opuchlý pernář
- 68. Generálova pomsta
- 69. Udušený feudál
- 70. Zrádný provazník
- 71. Jak přijít k penězům (nov.)
- 72. Maloskalský čert
- 73. Smolařova smrt
- 74. Potrhlý hádankář
- 75. Odvážný dráb
- 76. Nevlídný moralista
- 77. Konec potštejnského jasnovidce (nov.)
- 78. Sténající kameny (nov.)
- 79. Ohnivý kazatel
- 80. Jak lze získat hodnotné hnojivo
- 81. Monarcha má zpoždění
- 82. Zoufalý Leopold
- 83. Semetrika
- 84. Slepý bezbožník
- 85. Zakrslý vyděrač
- 86. Indiáni od Mělníka
- 87. Hořekující pidimuž
- 88. Věštec z onoho světa
- 89. Nespokojený kanonýr
- 90. Bezruký Vavřinec
- 91. Loupežníci
- 92. Kolovrátkář
- 93. Nenechavý funebrák a oloupený cizinec
- 94. Čarokrásná krasojezdkyně
- 95. Hejkavý učenec
- 96. Zneuznaný profesionál
- 97. Tři koně
- 98. Ješitný hastrman
- 99. Příliš mnoho kočárů
- 100. Mohamed, kníže Václav a detektiv Janura

### Draculův poslední doušek
Draculův poslední doušek je povídková kniha českého spisovatele a humoristy Miloslava Švandrlíka, která vyšla poprvé v roce 2011 v nakladatelství Epocha a obsahovala 62 povídek, z nichž byla poprvé vydána jen jedna - Noční zloděj (označena zkratkou "nov."). Kniha byla prezentována jako dílo, kterým nakladatelství Epocha dokončila kompletní vydání všech Švandrlíkových hororových povídek.
- 1. Lupič
- 2. Promiňte, omyl!
- 3. Pražský škrtič
- 4. Bloudění
- 5. Koupací komplex
- 6. Vila v Karpatech
- 7. Boj s mystikem
- 8. Socha
- 9. Příšerná smrt krásné dívky
- 10. Dokonalá vražda
- 11. Zvoník
- 12. Věštba francouzského zběha
- 13. Tygrodlak
- 14. Cikánčina věštba
- 15. Konec čistotného pána
- 16. Splněný sen
- 17. Dopis
- 18. Čarodějnice
- 19. Švýcarské cukroví
- 20. Hobby
- 21. Alkoholik Brebera
- 22. Cesta na svobodu
- 23. Zrůdy
- 24. Sladký zvuk zvonů
- 25. Padouch z Horní Libně
- 26. Konec Rasputina v Novém Strašecí
- 27. Dokonalý zločin
- 28. Přejete si vidět nebožku?
- 29. Frajer se vrací
- 30. Šumavský upír
- 31. Bojím se, doktore!
- 32. Pomsta doktorky Galhové
- 33. Poslední oběť
- 34. Co dokáží geny
- 35. Velká role Viléma Šajtara
- 36. Přeludy a Vadlejch
- 37. Kanadský žertík
- 38. Objev Valentina Krocánka
- 39. Poselství profesora Termera
- 40. Diogenes
- 41. Poslední zločin markýze de Sade
- 42. Jak jsem kupoval mlejn
- 43. Dirixe neotrávíš
- 44. Důkaz
- 45. Árie
- 46. Návrat
- 47. Šestá dimenze
- 48. Staré číslo
- 49. Hra na pravdu
- 50. Soukupa ve snu viděti
- 51. Na slávu bylo pozdě
- 52. Hřbitovní zloděj
- 53. Noční zloděj (nov.)
- 54. Pomsta
- 55. Černá slepice
- 56. Minulé životy
- 57. Návrat do vlasti
- 58. Neochotný ďábel
- 59. Martinova loupež
- 60. Narozeniny
- 61. Přátelé člověka
- 62. Draculův zlověstný doušek

### Šumavský upír
Šumavský upír je povídková kniha českého spisovatele a humoristy Miloslava Švandrlíka, která vyšla poprvé v roce 2017 v nakladatelství Epocha jako první svazek projektu 3x 100 hororů Miloslava Švandrlíka. Všechny povídky vyšly již v dříve vydaných knihách.
- 1. Cikánčina věštba
- 2. Domek v údolí
- 3. Árie
- 4. Neměl nárok
- 5. Modrá Voda
- 6. Bloudění
- 7. Strašlivé doznání
- 8. Alkoholik Brebera
- 9. Konec Rasputina v Novém Strašecí
- 10. Boj s mystikem
- 11. Bojím se, doktore!
- 12. Cesta na svobodu
- 13. Vražda slečny Švejdové
- 14. Co dokáží geny
- 15. Lojza
- 16. Černá slepice
- 17. Ďábel z Kujče
- 18. Náhrobní kameny
- 19. Diogenes
- 20. Viselcova intervence
- 21. Dobrý rádce
- 22. Ježíšmarjá!
- 23. Dokonalý zločin
- 24. Imbecil
- 25. Guláš
- 26. Druhý svědek
- 27. Důkaz ze záhrobí aneb Poslední zločin markýze de Sade
- 28. Koupací komplex
- 29. Filmová zkouška
- 30. Nesprávné tělo
- 31. Geniální plán
- 32. Milenka mrtvého
- 33. Historické poslání
- 34. Hobby
- 35. Imitátor
- 36. Pomsta doktorky Galhové
- 37. Jeden musel zemřít
- 38. Dokonalá vražda
- 39. Kanadský žertík
- 40. Kibic
- 41. Draculův švagr
- 42. Splněný sen
- 43. Kostlivec z Černého močálu
- 44. Důkaz
- 45. Léčka na strýce
- 46. Čarodějnice
- 47. Lupič
- 48. Malý soukromý hřbitov
- 49. Farářova rada
- 50. Médium
- 51. Bláznivý Lorenc
- 52. Mstivý šašek
- 53. Doktor Domián
- 54. Návrat
- 55. Nepožádáš manželky přítele svého
- 56. Frajer se vrací
- 57. Obchodnice s nadějemi
- 58. Objev Valentina Krocánka
- 59. Žert krásné nebožky
- 60. Okno do hřbitova
- 61. Trojbarevná Penelopé
- 62. Pacient
- 63. Šumavský upír
- 64. Pavouček
- 65. Velká role Viléma Šajtara
- 66. Jak jsem kupoval mlejn
- 67. Poprava na Krambergu
- 68. Socha
- 69. Poslední oběť
- 70. Úplňky v Kutné Hoře
- 71. Zvoník
- 72. Přejete si vidět nebožku?
- 73. Zrůdy
- 74. Přirozené vysvětlení
- 75. Vlkodlak měl smůlu
- 76. Pták smrti
- 77. Rakev do domu
- 78. Zvuková transfuze
- 79. Poselství profesora Termera
- 80. Sokolí hnízdo
- 81. Břitva
- 82. Suverén
- 83. Padouch z Horní Libně
- 84. Tajemství hřbitova
- 85. Omyl
- 86. Trojí leknutí Roberta Brůny
- 87. Věštba francouzského zběha
- 88. Pražský škrtič
- 89. Uškrcená laborantka
- 90. Pohřební vůz
- 91. Tygrodlak
- 92. Vila v Karpatech
- 93. Dirixe neotrávíš
- 94. Nebezpečná trasa
- 95. Děda pod jabloní
- 96. Zlý trpaslík Otomar
- 97. Zvědavost
- 98. Promiňte, omyl!
- 99. Sací koš
- 100. Přeludy a Vadlejch

### Čertova bažina
Čertova bažina je povídková kniha českého spisovatele a humoristy Miloslava Švandrlíka, která vyšla poprvé v roce 2017 v nakladatelství Epocha jako druhý svazek projektu 3x 100 hororů Miloslava Švandrlíka. Všechny povídky vyšly již v dříve vydaných knihách.
- 1. Parte
- 2. Příšerná smrt krásné dívky
- 3. Švýcarské cukroví
- 4. Experiment v myslivně
- 5. Smrt výrobce rachejtlí
- 6. Dopis
- 7. Sladký zvuk zvonů
- 8. Zjevení u Botiče
- 9. Pruský palaš
- 10. Výbuch
- 11. Staré číslo
- 12. Narozeniny
- 13. Stradivárky
- 14. Takový krásný sklep
- 15. Soukupa ve snu viděti
- 16. Na slávu bylo pozdě
- 17. Noční návštěva
- 18. Pytlák
- 19. Kaplička
- 20. Zrušený vlak
- 21. Negalantní amant
- 22. Raz ťa podrežem
- 23. Monstrum
- 24. Varování ze záhrobí
- 25. Neochotný ďábel
- 26. Někdy to nevyjde
- 27. Přátelé člověka
- 28. Hodnotná strava
- 29. Upírův krátký život
- 30. Trochu nešťastná záliba
- 31. Ne zcela běžný proces
- 32. Othello až za hrob
- 33. Ryšavý kovář
- 34. Zubatý Matěj
- 35. Martinova loupež
- 36. Kulturní pracovník
- 37. Havran
- 38. Turkmenský vlkodav
- 39. Poctivý Laco
- 40. Šestá dimenze
- 41. Staré hodiny
- 42. Bílý mužíček
- 43. Když se měsíc šklebí
- 44. Hra na pravdu
- 45. Kde je moje máma?
- 46. Zcela nezbytná vražda
- 47. Sen
- 48. Ultimátum
- 49. Ideální gorila
- 50. Pomsta
- 51. Žebřík do nebe
- 52. Kníže hrůzy
- 53. Hřbitovní zloděj
- 54. Když to nevyjde
- 55. Draculův zlověstný doušek
- 56. Králíci se nedočkali
- 57. U Matěje Šenkýře
- 58. Proč mě zachránil?
- 59. Splněný sen
- 60. Trestající anděl
- 61. Hadí muž
- 62. Minulé životy
- 63. Adrianino přání
- 64. Konec čistotného pána
- 65. Astrolog se zpožděním
- 66. Babička
- 67. Loupež
- 68. Cestovatel
- 69. Černá káva
- 70. Návrat do vlasti
- 71. Čertova bažina
- 72. Činely
- 73. Setkání na terase
- 74. Správný policajt
- 75. DNA nelže
- 76. Příležitost
- 77. Domácí násilí
- 78. Domek plný hudby
- 79. Dříví na zimu
- 80. Trucování v přírodě
- 81. Atentát
- 82. Babička na schodech
- 83. Bahno je zdravé
- 84. Čaroděj
- 85. Brácha byl smolař
- 86. Mejdan
- 87. Berle
- 88. Svíčka na márách
- 89. Bílá paní
- 90. Proviant
- 91. Ctižádost
- 92. Zmařené studium
- 93. Konec vilného kmeta
- 94. Černá pomsta
- 95. Mňoukavý hotel
- 96. Děs do domu
- 97. Dobrá trefa
- 98. Nesplněný slib
- 99. Exekutoři
- 100. Nejlepší přátelé člověka

### Koktavé strašidlo
Koktavé strašidlo je povídková kniha českého spisovatele a humoristy Miloslava Švandrlíka, která vyšla poprvé v roce 2017 v nakladatelství Epocha jako třetí svazek projektu 3x 100 hororů Miloslava Švandrlíka. 4 povídky zde byly vydány poprvé (označené zkratkou "nov.").
- 1. Exploze na hřbitově
- 2. Úlovek
- 3. Propadlá fintilka
- 4. Na špatném místě
- 5. Geny
- 6. Pepíčku, Pepíčku!
- 7. Hajlující upír
- 8. Dědek proti alibi (nov.)
- 9. Cukrářův podivný osud (nov.)
- 10. Tichý písař (nov.)
- 11. Otylé strašidlo (nov.)
- 12. Ohnivý krocan
- 13. Inspirace
- 14. Horor s příjemným koncem
- 15. Hřbitovní problém
- 16. Tajemný zlatník
- 17. Proradná kojná a půlnoční mše
- 18. Solidarita
- 19. Jak přijít k penězům
- 20. Jako v pohádce
- 21. I ty, Divochu?
- 22. Příšerný kočár
- 23. Správná dvojka
- 24. Jiné řešení
- 25. Rybolov pod smuteční vrbou
- 26. Konec potštejnského jasnovidce
- 27. Sténající kameny
- 28. Korovec podezřelý
- 29. V zájmu správné věci
- 30. Klaustrofobie
- 31. Nemilosrdná pomsta
- 32. Věci
- 33. Před natáčením
- 34. Zkažený svět
- 35. Koktavé strašidlo
- 36. Dárek pro babičku
- 37. Pouštní had zeng
- 38. Král Lear
- 39. Rusalky
- 40. Jitrnice
- 41. Sběratel pavědy
- 42. Rakev
- 43. Starý dům
- 44. Šikana na hřbitově
- 45. Promyšlený plán
- 46. Markýz de Sádlo
- 47. Špatné počasí
- 48. U konce s dechem
- 49. Lidstvo v nebezpečí
- 50. Recidiva
- 51. Růžová droga
- 52. Ošklivý sen
- 53. Věrný Aron
- 54. Malý hrobeček
- 55. Provokace
- 56. Konflikt s andělem
- 57. Odešel na půdu
- 58. Tři v řadě
- 59. Když Zajíček trpí
- 60. Měl mlčet
- 61. Papírník
- 62. Pokárání
- 63. Výprask za milion
- 64. Žárlivec
- 65. Muž v tmavých brýlích
- 66. Koupel svatého Jana
- 67. Host do domu
- 68. Přesýpací strejda
- 69. Nesnadný úkol
- 70. Nespavost
- 71. Neobvyklá situace
- 72. Omyl zeleného oka
- 73. Obří veverky
- 74. Oběť
- 75. Pěkná chata
- 76. Mstitel
- 77. Podměrečník
- 78. Stříbrňáci
- 79. Poslední plavba
- 80. Lavina
- 81. U Kulíšků
- 82. Moře bylo klidné
- 83. Potápěč
- 84. Právo na soukromí
- 85. Problém
- 86. Překvapení
- 87. Radostný štěkot
- 88. Rusalka
- 89. Rušitel klidu
- 90. Setkání v parku
- 91. Smolař v sudu
- 92. Stopařka
- 93. Strašidlo v novostavbě
- 94. Tajemný dům v Brdech
- 95. Toman a lesní panna
- 96. Umrlec nad splavem
- 97. Větev sebevrahů
- 98. Výbava pro život
- 99. Záskok
- 100. Zpoždění

## Seznam povídek
Tato kapitola je abecedním seznamem 307 Švandrlíkových hororových povídek, které vyšly v 19 výše uvedených knihách. U každé povídky je uvedeno v jaké knize se objevila poprvé a v kterých dalších knihách byla vydána později.
- Alkoholik Brebera – poprvé v Draculův švagr, poté v Sexbomba na doplňkovou půjčku, Draculův poslední doušek, Šumavský upír
- Adrianino přání – poprvé v Markýz de Sádlo: 30 nových hororů, Čertova bažina
- Astrolog se zpožděním – poprvé v Hajlující upír, poté v Čertova bažina
- Atentát – poprvé v Hajlující upír, poté v Čertova bažina
- Árie – poprvé v Rakev do domu, poté v 100 nejlepších hororů, Draculův poslední doušek, Šumavský upír
- Babička – poprvé v Přesýpací strejda, poté v Čertova bažina
- Babička na schodech – poprvé v Hajlující upír, poté v Čertova bažina
- Bahno je zdravé – poprvé v Hajlující upír, poté v Čertova bažina
- Berle – poprvé v Hajlující upír, poté v Čertova bažina
- Bílá paní – poprvé v Přesýpací strejda, poté v Čertova bažina
- Bílý mužíček – poprvé v Příšerná smrt krásné dívky, poté v Kdo se bojí, nesmí na hřbitov, 100 nejlepších hororů, Čertova bažina
- Bláznivý Lorenc – poprvé v Draculův švagr, poté v Příšerná smrt krásné dívky, Kdo se bojí, nesmí na hřbitov, 100 nejlepších hororů, Šumavský upír
- Bloudění – poprvé v Kdo se bojí, nesmí na hřbitov, poté v Draculův poslední doušek, Šumavský upír
- Boj s mystikem – poprvé v Draculův švagr, poté v Sexbomba na doplňkovou půjčku, Draculův poslední doušek, Šumavský upír
- Bojím se, doktore! – poprvé v Rakev do domu, poté v Draculův poslední doušek, Šumavský upír
- Brácha byl smolař – poprvé v Hajlující upír, poté v Čertova bažina
- Břitva – poprvé v Draculův švagr, poté v Příšerná smrt krásné dívky, Kdo se bojí, nesmí na hřbitov, 100 nejlepších hororů, Šumavský upír
- Cesta na svobodu – poprvé v Kdo se bojí, nesmí na hřbitov, poté v Draculův poslední doušek, Šumavský upír
- Cestovatel – poprvé v Přesýpací strejda, poté v Čertova bažina
- Cikánčina věštba – poprvé v Kdo se bojí, nesmí na hřbitov, poté v Draculův poslední doušek, Šumavský upír
- Co dokáží geny – poprvé v Rakev do domu, poté v Draculův poslední doušek, Šumavský upír
- Ctižádost – poprvé v Hajlující upír, poté v Čertova bažina
- Cukrářův podivný osud – poprvé v Koktavé strašidlo
- Čaroděj – poprvé v Přesýpací strejda, poté v Čertova bažina
- Čarodějnice – poprvé v Draculův švagr, poté v Sexbomba na doplňkovou půjčku, Draculův poslední doušek, Šumavský upír
- Černá káva – poprvé v Hajlující upír, poté v Čertova bažina
- Černá pomsta – poprvé v Přesýpací strejda, poté v Čertova bažina
- Černá slepice – poprvé v Draculův zlověstný doušek, poté v Zubatá za krkem, Draculův poslední doušek, Šumavský upír
- Čertova bažina – poprvé v Hajlující upír, poté v Čertova bažina
- Činely – poprvé v Přesýpací strejda, poté v Čertova bažina
- Dárek pro babičku – poprvé v Zazvoňte mi umíráčkem!, poté v Koktavé strašidlo
- Děda pod jabloní – poprvé v Kdo se bojí, nesmí na hřbitov, poté v Zubatá za krkem, 100 nejlepších hororů, Šumavský upír
- Dědek proti alibi – poprvé v Koktavé strašidlo
- Děs do domu – poprvé v Hajlující upír, poté v Čertova bažina
- Diogenes – poprvé v Rakev do domu, poté v Draculův poslední doušek, Šumavský upír
- Dirixe neotrávíš – poprvé v Rakev do domu, poté v Draculův poslední doušek, Šumavský upír
- DNA nelže – poprvé v Hajlující upír, poté v Čertova bažina
- Dobrá trefa – poprvé v Markýz de Sádlo: 30 nových hororů, poté v Čertova bažina
- Dobrý rádce – poprvé v Draculův zlověstný doušek, poté v 100 nejlepších hororů, Šumavský upír
- Dokonalá vražda – poprvé v Draculův švagr, poté v Sexbomba na doplňkovou půjčku, Draculův poslední doušek, Šumavský upír
- Dokonalý zločin – poprvé v Rakev do domu, poté v Draculův poslední doušek, Šumavský upír
- Doktor Domián – poprvé v Draculův švagr, poté v Zazvoňte mi umíráčkem!, Kostlivec v kredenci, 100 nejlepších hororů, Šumavský upír
- Domácí násilí – poprvé v Hajlující upír, poté v Čertova bažina
- Domek plný hudby – poprvé v Hajlující upír, poté v Čertova bažina
- Domek v údolí – poprvé v Draculův švagr, poté v Příšerná smrt krásné dívky, Kostlivec v kredenci, 100 nejlepších hororů, Šumavský upír
- Dopis – poprvé v Kdo se bojí, nesmí na hřbitov, poté v Draculův poslední doušek, Čertova bažina
- Draculův švagr – poprvé v Draculův švagr, poté v Rakev do domu, 100 nejlepších hororů, Šumavský upír
- Draculův zlověstný doušek – poprvé v Draculův zlověstný doušek, Draculův poslední doušek, Čertova bažina
- Druhý svědek – poprvé v Draculův švagr, poté v Příšerná smrt krásné dívky, Sexbomba na doplňkovou půjčku, Kostlivec v kredenci, 100 nejlepších hororů, Šumavský upír
- Dříví na zimu – poprvé v Hajlující upír, poté v Čertova bažina
- Důkaz – poprvé v Draculův švagr, poté v Draculův poslední doušek, Šumavský upír
- Ďábel z Kujče – poprvé v Rakev do domu, poté v 100 nejlepších hororů, Šumavský upír
- Exekutoři – poprvé v Markýz de Sádlo: 30 nových hororů, poté v Čertova bažina
- Experiment v myslivně – poprvé v Draculův zlověstný doušek, poté v Zubatá za krkem, 100 nejlepších hororů, Čertova bažina
- Exploze na hřbitově – poprvé v Hajlující upír, poté v Koktavé strašidlo
- Farářova rada – poprvé v Draculův švagr, poté v Příšerná smrt krásné dívky, 100 nejlepších hororů, Šumavský upír
- Filmová zkouška – poprvé v Zazvoňte mi umíráčkem!, poté v Zubatá za krkem, 100 nejlepších hororů, Šumavský upír
- Frajer se vrací – poprvé v Rakev do domu, poté v Draculův poslední doušek, Šumavský upír
- Geniální plán – poprvé v Draculův švagr, poté v Zazvoňte mi umíráčkem!, 100 nejlepších hororů, Šumavský upír
- Geny – poprvé v Hajlující upír, poté v Koktavé strašidlo
- Guláš  – poprvé v Draculův švagr, poté v Rakev do domu, 100 nejlepších hororů, Šumavský upír
- Hadí muž – poprvé v Sexbomba na doplňkovou půjčku, poté v Přesýpací strejda, Čertova bažina
- Hajlující upír – poprvé v Hajlující upír, poté Koktavé strašidlo
- Havran – poprvé v Draculův temný stín, Čertova bažina
- Historické poslání – poprvé v Příšerná smrt krásné dívky, poté v 100 nejlepších hororů, Šumavský upír
- Hobby – poprvé v Draculův švagr, poté v Draculův poslední doušek, Šumavský upír
- Hodnotná strava – poprvé v Draculův temný stín, poté v 100 nejlepších hororů, Čertova bažina
- Horor s příjemným koncem – poprvé v 100 legend z hradů, měst a katakomb, poté v Koktavé strašidlo
- Host do domu – poprvé v Markýz de Sádlo: 30 nových hororů, Koktavé strašidlo
- Hra na pravdu – poprvé v Draculův zlověstný doušek, poté v Zubatá za krkem, Draculův poslední doušek, Čertova bažina
- Hřbitovní problém – poprvé v Hajlující upír, poté Koktavé strašidlo
- Hřbitovní zloděj – poprvé v Draculův zlověstný doušek, poté v Zubatá za krkem, Draculův poslední doušek, Čertova bažina
- I ty, Divochu? – poprvé v Hajlující upír, poté v Koktavé strašidlo
- Ideální gorila – poprvé v Kdo se bojí, nesmí na hřbitov, poté v Zubatá za krkem, 100 nejlepších hororů, Čertova bažina
- Imbecil – poprvé v Draculův švagr, poté v Příšerná smrt krásné dívky, Kostlivec v kredenci, 100 nejlepších hororů, Šumavský upír
- Imitátor – poprvé v Draculův švagr, poté v Příšerná smrt krásné dívky, 100 nejlepších hororů, Šumavský upír
- Inspirace – poprvé v Sexbomba na doplňkovou půjčku, poté Koktavé strašidlo
- Jak jsem kupoval mlejn – poprvé v Draculův švagr, poté v Rakev do domu, Draculův poslední doušek, Šumavský upír
- Jak přijít k penězům – poprvé v 100 legend z hradů, měst a katakomb, poté v Koktavé strašidlo
- Jako v pohádce – poprvé v Markýz de Sádlo: 30 nových hororů, poté v Koktavé strašidlo
- Jeden musel zemřít – poprvé v Příšerná smrt krásné dívky, poté v Zubatá za krkem, 100 nejlepších hororů, Šumavský upír
- Ježíšmarjá! – poprvé v Rakev do domu, poté v 100 nejlepších hororů, Šumavský upír
- Jiné řešení – poprvé v Hajlující upír, poté v Koktavé strašidlo
- Jitrnice – poprvé v Markýz de Sádlo: 30 nových hororů, poté v Koktavé strašidlo
- Kanadský žertík – poprvé v Rakev do domu, poté v Draculův poslední doušek, Šumavský upír
- Kaplička – poprvé v Draculův zlověstný doušek, poté v Zubatá za krkem, 100 nejlepších hororů, Čertova bažina
- Kde je moje máma? – poprvé v Draculův temný stín, poté v Čertova bažina
- Když se měsíc šklebí – poprvé v Draculův temný stín, poté v 100 nejlepších hororů, Čertova bažina
- Když to nevyjde – poprvé v Draculův temný stín, poté v 100 nejlepších hororů, Čertova bažina
- Když zajíček trpí – poprvé v Markýz de Sádlo: 30 nových hororů, poté v Koktavé strašidlo
- Kibic – poprvé v Příšerná smrt krásné dívky, poté v 100 nejlepších hororů, Šumavský upír
- Klaustrofobie – poprvé v Markýz de Sádlo: 30 nových hororů, poté v Koktavé strašidlo
- Kníže hrůzy – poprvé v Draculův temný stín, poté v 100 nejlepších hororů, Čertova bažina
- Koktavé strašidlo – poprvé v Zazvoňte mi umíráčkem!, poté v Koktavé strašidlo
- Konec čistotného pána – poprvé v Kdo se bojí, nesmí na hřbitov, poté v Zubatá za krkem, 100 nejlepších hororů, Draculův poslední doušek, Čertova bažina
- Konec potštejnského jasnovidce – poprvé v 100 legend z hradů, měst a katakomb, poté v Koktavé strašidlo
- Konec Rasputina v Novém Strašecí – poprvé v Draculův švagr, poté v Draculův poslední doušek, Šumavský upír
- Konec vilného kmeta – poprvé v Draculův temný stín, poté v Čertova bažina
- Konflikt s andělem – poprvé v Markýz de Sádlo: 30 nových hororů, poté v Koktavé strašidlo
- Konflikt s virtuosem Kačabou – poprvé v Sexbomba na doplňkovou půjčku
- Korovec podezřelý – poprvé v Hajlující upír, poté v Koktavé strašidlo
- Kostlivec z Černého močálu – poprvé v Zazvoňte mi umíráčkem!, poté v 100 nejlepších hororů, Šumavský upír
- Koupací komplex – poprvé v Draculův švagr, poté v Sexbomba na doplňkovou půjčku, Draculův poslední doušek, Šumavský upír
- Koupel svatého Jana – poprvé v Markýz de Sádlo: 30 nových hororů, poté v Koktavé strašidlo
- Král Lear – poprvé v Hajlující upír, poté v Koktavé strašidlo
- Králíci se nedočkali – poprvé v Draculův temný stín, poté v 100 nejlepších hororů, Čertova bažina
- Kulturní pracovník – poprvé v Draculův zlověstný doušek, poté v Zubatá za krkem, 100 nejlepších hororů, Čertova bažina
- Kvedlačka s protekcí – poprvé v Sexbomba na doplňkovou půjčku
- Lavina – poprvé v Přesýpací strejda, poté v Koktavé strašidlo
- Léčka na strýce – poprvé v Sexbomba na doplňkovou půjčku, poté v Šumavský upír
- Lidstvo v nebezpečí – poprvé v Hajlující upír, poté v Koktavé strašidlo
- Lojza – poprvé v Zazvoňte mi umíráčkem!, poté v Zubatá za krkem, 100 nejlepších hororů, Šumavský upír
- Loupež – poprvé v Draculův zlověstný doušek, poté v Zubatá za krkem, 100 nejlepších hororů, Čertova bažina
- Lupič – poprvé v Draculův švagr, poté v Draculův poslední doušek, Šumavský upír
- Malý hrobeček – poprvé v Hajlující upír, poté v Koktavé strašidlo
- Malý soukromý hřbitov – poprvé v Příšerná smrt krásné dívky, poté v Kdo se bojí, nesmí na hřbitov, Zubatá za krkem, 100 nejlepších hororů, Šumavský upír
- Markýz de Sádlo – poprvé v Markýz de Sádlo: 30 nových hororů, poté v Koktavé strašidlo
- Martinova loupež – poprvé v Draculův zlověstný doušek, poté v Draculův poslední doušek, Čertova bažina
- Mejdan – poprvé v Draculův temný stín, poté v 100 nejlepších hororů, Čertova bažina
- Médium – poprvé v Příšerná smrt krásné dívky, poté v 100 nejlepších hororů, Šumavský upír
- Měl mlčet – poprvé v Hajlující upír, poté v Koktavé strašidlo
- Milenka mrtvého – poprvé v Draculův švagr, poté v Příšerná smrt krásné dívky, Zubatá za krkem, Šumavský upír
- Minulé životy – poprvé v Draculův zlověstný doušek, poté v Draculův poslední doušek, Čertova bažina
- Mňoukavý hotel – poprvé v Draculův temný stín, poté v 100 nejlepších hororů, Čertova bažina
- Modrá voda – poprvé v Příšerná smrt krásné dívky, poté v Kdo se bojí, nesmí na hřbitov, Zubatá za krkem, 100 nejlepších hororů, Šumavský upír
- Monstrum – poprvé v Draculův zlověstný doušek, poté v Zubatá za krkem, 100 nejlepších hororů, Čertova bažina
- Moře bylo klidné – poprvé v Přesýpací strejda, poté v Koktavé strašidlo
- Mstitel – poprvé v Přesýpací strejda, poté v Koktavé strašidlo
- Mstivý šašek – poprvé v Draculův švagr, poté v Příšerná smrt krásné dívky, 100 nejlepších hororů, Šumavský upír
- Muž v tmavých brýlích – poprvé v Markýz de Sádlo: 30 nových hororů, poté v Koktavé strašidlo
- Na slávu bylo pozdě – poprvé v Draculův zlověstný doušek, poté v Draculův poslední doušek, Čertova bažina
- Na špatném místě – poprvé v Markýz de Sádlo: 30 nových hororů, Koktavé strašidlo
- Narozeniny – poprvé v Draculův zlověstný doušek, poté v Draculův poslední doušek, Čertova bažina
- Náhrobní kameny – poprvé v Rakev do domu, poté v 100 nejlepších hororů, Šumavský upír
- Návrat – poprvé v Draculův švagr, poté v Zazvoňte mi umíráčkem!, 100 nejlepších hororů, Draculův poslední doušek, Šumavský upír
- Návrat do vlasti – poprvé v Draculův zlověstný doušek, poté v 100 nejlepších hororů, Draculův poslední doušek, Čertova bažina
- Ne zcela běžný proces – poprvé v Draculův temný stín, poté v 100 nejlepších hororů, Čertova bažina
- Nebezpečná trasa – poprvé v Kdo se bojí, nesmí na hřbitov, poté v 100 nejlepších hororů, Šumavský upír
- Negalantní amant – poprvé v Draculův zlověstný doušek, poté v Zubatá za krkem, 100 nejlepších hororů, Čertova bažina
- Nejlepší přátelé člověka – poprvé v Draculův temný stín, poté v Čertova bažina
- Neměl nárok – poprvé v Draculův temný stín, poté v Šumavský upír
- Nemilosrdná pomsta – poprvé v 100 legend z hradů, měst a katakomb, poté v Koktavé strašidlo
- Neobvyklá situace – poprvé v Přesýpací strejda, poté v Koktavé strašidlo
- Neochotný ďábel – poprvé v Draculův zlověstný doušek, poté v Draculův poslední doušek, Čertova bažina
- Nepožádáš manželky přítele svého – poprvé v Rakev do domu, poté v Kdo se bojí, nesmí na hřbitov, 100 nejlepších hororů, Šumavský upír
- Nesnadný úkol – poprvé v Hajlující upír, poté v Koktavé strašidlo
- Nespavost – poprvé v Markýz de Sádlo: 30 nových hororů, poté v Koktavé strašidlo
- Nesplněný slib – poprvé v Draculův temný stín, poté v Čertova bažina
- Nesprávné tělo – poprvé v Zazvoňte mi umíráčkem!, poté v 100 nejlepších hororů, Šumavský upír
- Někdy to nevyjde – poprvé v Kdo se bojí, nesmí na hřbitov, poté v 100 nejlepších hororů, Čertova bažina
- Noční návštěva – poprvé v Draculův zlověstný doušek, Čertova bažina
- Noční zloděj – poprvé v Draculův poslední doušek
- Oběť – poprvé v Hajlující upír, poté v Koktavé strašidlo
- Obchodnice s nadějemi – poprvé v Příšerná smrt krásné dívky, poté v Zubatá za krkem, 100 nejlepších hororů, Šumavský upír
- Objev Valentina Krocánka – poprvé v Draculův švagr, poté v Rakev do domu, Draculův poslední doušek, Šumavský upír
- Obří veverky – poprvé v Přesýpací strejda, poté v Koktavé strašidlo
- Odešel na půdu – poprvé v Přesýpací strejda, poté v Koktavé strašidlo
- Ohnivý krocan – poprvé v Sexbomba na doplňkovou půjčku, poté v Koktavé strašidlo
- Okno do hřbitova – poprvé v Draculův švagr, poté v Sexbomba na doplňkovou půjčku, 100 nejlepších hororů, Šumavský upír
- Omyl – poprvé v Draculův temný stín, Šumavský upír
- Omyl zeleného oka – poprvé v Markýz de Sádlo: 30 nových hororů, poté v Koktavé strašidlo
- Ošklivý sen – poprvé v Markýz de Sádlo: 30 nových hororů, poté v Koktavé strašidlo
- Othello až za hrob – poprvé v Zazvoňte mi umíráčkem!, poté v Kdo se bojí, nesmí na hřbitov, Zubatá za krkem, 100 nejlepších hororů, Čertova bažina
- Otoman a lesní panna – poprvé v Přesýpací strejda
- Otylé strašidlo – poprvé v Koktavé strašidlo
- Pacient – poprvé v Zazvoňte mi umíráčkem!, poté v 100 nejlepších hororů, Šumavský upír
- Padouch z Horní Libně – poprvé v Draculův švagr, poté v Rakev do domu, Draculův poslední doušek, Šumavský upír
- Papírník – poprvé v Markýz de Sádlo: 30 nových hororů, poté v Koktavé strašidlo
- Parte – poprvé v Draculův zlověstný doušek, poté v Zubatá za krkem, 100 nejlepších hororů, Čertova bažina
- Pavouček – poprvé v Příšerná smrt krásné dívky, poté v Zubatá za krkem, 100 nejlepších hororů, Šumavský upír
- Pepíčku, Pepíčku! – poprvé v Sexbomba na doplňkovou půjčku, poté v Koktavé strašidlo
- Pěkná chata – poprvé v Hajlující upír, poté v Koktavé strašidlo
- Poctivý Laco – poprvé v Draculův temný stín, Čertova bažina
- Podměrečník – poprvé v Hajlující upír, poté v Koktavé strašidlo
- Pohřební vůz – poprvé v Draculův švagr, poté v Příšerná smrt krásné dívky, Kdo se bojí, nesmí na hřbitov, Kostlivec v kredenci, 100 nejlepších hororů, Šumavský upír
- Pokárání – poprvé v Markýz de Sádlo: 30 nových hororů, poté v Koktavé strašidlo
- Pomsta (hl. postava: Žofie Luskačová) – poprvé v Draculův zlověstný doušek, poté v Draculův poslední doušek
- Pomsta (hl. postava: pan Skopal) – poprvé v Hajlující upír, poté v Čertova bažina
- Pomsta doktorky Galhové – poprvé v Rakev do domu, poté v Draculův poslední doušek, Šumavský upír
- Poprava na Krambergu – poprvé v Draculův švagr, poté v Příšerná smrt krásné dívky, 100 nejlepších hororů, Šumavský upír
- Poselství profesora Termera – poprvé v Rakev do domu, poté v Draculův poslední doušek, Šumavský upír
- Poslední oběť – poprvé v Rakev do domu, poté v Draculův poslední doušek, Šumavský upír
- Poslední plavba – poprvé v Hajlující upír, poté v Koktavé strašidlo
- Důkaz ze záhrobí aneb Poslední zločin Markýze de Sade – poprvé v Draculův švagr, poté pod názvem Poslední zločin markýze de Sade v Rakev do domu a v Draculův poslední doušek, pod názvem Důkaz ze záhrobí aneb Poslední zločin markýze de Sade v Zazvoňte mi umíráčkem!, v 100 nejlepších hororů a v Šumavský upír
- Potápěč – poprvé v Hajlující upír, poté v Koktavé strašidlo
- Pouštní had zeng – poprvé v Zazvoňte mi umíráčkem!, poté v Koktavé strašidlo
- Povídka o zavináčích – poprvé v Sexbomba na doplňkovou půjčku
- Pražský škrtič – poprvé v Draculův švagr, poté v Draculův poslední doušek, Šumavský upír
- Právo na soukromí – poprvé v Hajlující upír, poté v Koktavé strašidlo
- Problém – poprvé v Hajlující upír, poté v Koktavé strašidlo
- Proč mě zachránil? – poprvé v Draculův zlověstný doušek, poté v 100 nejlepších hororů, Čertova bažina
- Promiňte, omyl! – poprvé v Draculův švagr, poté v Sexbomba na doplňkovou půjčku, Draculův poslední doušek, Šumavský upír
- Promyšlený plán – poprvé v Markýz de Sádlo: 30 nových hororů, poté v Koktavé strašidlo
- Proviant – poprvé v Draculův temný stín, poté v Čertova bažina
- Propadlá fintilka – poprvé v 100 legend z hradů, měst a katakomb, poté v Koktavé strašidlo
- Proradná kojná a půlnoční mše – poprvé v 100 legend z hradů, měst a katakomb, poté v Koktavé strašidlo
- Provokace – poprvé v Markýz de Sádlo: 30 nových hororů, poté v Koktavé strašidlo
- Pruský palaš – poprvé v Příšerná smrt krásné dívky, poté v Kdo se bojí, nesmí na hřbitov, 100 nejlepších hororů, Čertova bažina
- Přátelé člověka – poprvé v Draculův zlověstný doušek, poté v Draculův poslední doušek, Čertova bažina
- Před natáčením – poprvé v Markýz de Sádlo: 30 nových hororů, poté v Koktavé strašidlo
- Přejete si vidět nebožku? – poprvé v Rakev do domu, poté v Draculův poslední doušek, Šumavský upír
- Překvapení – poprvé v Hajlující upír, poté v Koktavé strašidlo
- Přeludy a Vadlejch – poprvé v Draculův švagr, poté v Sexbomba na doplňkovou půjčku, Draculův poslední doušek, Šumavský upír
- Přesýpací strejda – poprvé v Přesýpací strejda, poté v Koktavé strašidlo
- Přirozené vysvětlení – poprvé v Rakev do domu, poté v 100 nejlepších hororů, Šumavský upír
- Příležitost – poprvé v Draculův temný stín, poté v 100 nejlepších hororů, Čertova bažina
- Příšerná smrt krásné dívky – poprvé v Příšerná smrt krásné dívky, poté v Draculův poslední doušek, Čertova bažina
- Příšerný kočár – poprvé v 100 legend z hradů, měst a katakomb, poté v Koktavé strašidlo
- Pták smrti – poprvé v Rakev do domu, poté v 100 nejlepších hororů, Šumavský upír
- Pytlák – poprvé v Rakev do domu, poté v Kdo se bojí, nesmí na hřbitov, 100 nejlepších hororů, Čertova bažina
- Radostný štěkot – poprvé v Hajlující upír, poté v Koktavé strašidlo
- Rakev (hl. postava: pan Bakula a pan Rožánek) – poprvé v Hajlující upír
- Rakev (hl. postava: Vojtěch Rájec) – poprvé v Přesýpací strejda, poté v Koktavé strašidlo
- Rakev do domu – poprvé v Rakev do domu, poté v 100 nejlepších hororů, Šumavský upír
- Raz ťa podrežem – poprvé v Kdo se bojí, nesmí na hřbitov, poté v 100 nejlepších hororů, Čertova bažina
- Recidiva – poprvé v Přesýpací strejda, poté v Koktavé strašidlo
- Rusalka – poprvé v Hajlující upír, poté v Koktavé strašidlo
- Rusalky – poprvé v Přesýpací strejda, poté v Koktavé strašidlo
- Rušitel klidu – poprvé v Hajlující upír, poté v Koktavé strašidlo
- Růžová droga – poprvé v Markýz de Sádlo: 30 nových hororů, poté v Koktavé strašidlo
- Rybolov pod smuteční vrbou – poprvé v Markýz de Sádlo: 30 nových hororů, poté v Koktavé strašidlo
- Ryšavý kovář – poprvé v Kdo se bojí, nesmí na hřbitov, poté v Zubatá za krkem, 100 nejlepších hororů, Čertova bažina
- Sací koš – poprvé v Příšerná smrt krásné dívky, poté v Zubatá za krkem, 100 nejlepších hororů, Šumavský upír
- Sběratel pavědy – poprvé v Markýz de Sádlo: 30 nových hororů, poté v Koktavé strašidlo
- Sen – poprvé v Draculův temný stín, poté v 100 nejlepších hororů, Čertova bažina
- Setkání na terase – poprvé v Draculův temný stín, poté v Čertova bažina
- Setkání v parku – poprvé v Hajlující upír, poté v Koktavé strašidlo
- Sladký zvuk zvonů – poprvé v Kdo se bojí, nesmí na hřbitov, poté v Draculův poslední doušek a v Čertova bažina, starší a méně propracovaná verze povídky nicméně s totožným dějem má název Zvuková transfúze resp. Zvuková transfuze
- Smolař v sudu – poprvé v Hajlující upír, poté v Koktavé strašidlo
- Smrt výrobce rachejtlí – poprvé v Kdo se bojí, nesmí na hřbitov, poté v Zubatá za krkem, 100 nejlepších hororů, Čertova bažina
- Socha – poprvé v Draculův švagr, poté v Sexbomba na doplňkovou půjčku, Draculův poslední doušek, Šumavský upír
- Sokolí hnízdo – poprvé v Draculův švagr, poté v Příšerná smrt krásné dívky, 100 nejlepších hororů, Šumavský upír
- Solidarita – poprvé v Markýz de Sádlo: 30 nových hororů, poté Koktavé strašidlo
- Soukupa ve snu viděti – poprvé v Draculův zlověstný doušek, poté v Draculův poslední doušek, Kdo se bojí, nesmí na hřbitov, Draculův poslední doušek, Čertova bažina
- Splněný sen (hl. postava: Filip Mercl) – poprvé v Přesýpací strejda, poté v Čertova bažina
- Splněný sen (hl. postava: Matouš, majitel vilky Jarmilka) – poprvé v Kdo se bojí, nesmí na hřbitov, poté v Zubatá za krkem, Draculův poslední doušek, Šumavský upír
- Správná dvojka – poprvé v Přesýpací strejda, poté v Koktavé strašidlo
- Správný policajt – poprvé v Draculův temný stín, poté v Čertova bažina
- Staré číslo – poprvé v Draculův zlověstný doušek, poté v Zubatá za krkem, Draculův poslední doušek, Čertova bažina
- Staré hodiny – poprvé v Draculův temný stín, poté v 100 nejlepších hororů, Čertova bažina
- Starý dům – poprvé v Přesýpací strejda, poté v Koktavé strašidlo
- Sténající kameny – poprvé v 100 legend z hradů, měst a katakomb, poté v Koktavé strašidlo
- Stopařka – poprvé v Hajlující upír, poté v Koktavé strašidlo
- Stradivárky – poprvé v Draculův zlověstný doušek, poté v Zubatá za krkem, 100 nejlepších hororů, Čertova bažina
- Strašidlo v novostavbě – poprvé v Hajlující upír, poté v Koktavé strašidlo
- Strašlivé doznání – poprvé v Sexbomba na doplňkovou půjčku, poté v Šumavský upír
- Stříbrňáci – poprvé v Přesýpací strejda, poté v Koktavé strašidlo
- Suverén – poprvé v Příšerná smrt krásné dívky, poté v Zubatá za krkem, 100 nejlepších hororů, Šumavský upír
- Svíčka na márách – poprvé v Draculův temný stín, poté v 100 nejlepších hororů, Čertova bažina
- Šestá dimenze – poprvé v Draculův zlověstný doušek, poté v Draculův poslední doušek, Čertova bažina
- Šikana na hřbitově – poprvé v Markýz de Sádlo: 30 nových hororů, poté v Koktavé strašidlo
- Špatné počasí – poprvé v Markýz de Sádlo: 30 nových hororů, poté v Koktavé strašidlo
- Šumavský upír – poprvé v Draculův švagr, poté v Rakev do domu, Draculův poslední doušek, Šumavský upír
- Švýcarské cukroví – poprvé v Kdo se bojí, nesmí na hřbitov, poté v Draculův poslední doušek, Čertova bažina
- Tajemný dům v Brdech – poprvé v Hajlující upír, poté v Koktavé strašidlo
- Tajemný zlatník – poprvé v Přesýpací strejda, poté v Koktavé strašidlo
- Tajemství hřbitova (Soukromý detektiv vzpomíná I) – poprvé v Draculův švagr, poté v 100 nejlepších hororů, Šumavský upír
- Takový krásný sklep – poprvé v Příšerná smrt krásné dívky, poté v Kdo se bojí, nesmí na hřbitov, Zubatá za krkem, 100 nejlepších hororů, Čertova bažina
- Tichý písař – poprvé v Koktavé strašidlo
- Toman a lesní panna – poprvé v Hajlující upír, poté v Koktavé strašidlo
- Trestající anděl – poprvé v Draculův zlověstný doušek, poté v Zubatá za krkem, 100 nejlepších hororů, Čertova bažina
- Trochu nešťastná záliba – poprvé v Draculův temný stín, poté v 100 nejlepších hororů, Čertova bažina
- Trojbarevná Penelopé – poprvé v Rakev do domu, poté v 100 nejlepších hororů, Šumavský upír
- Trojí leknutí Roberta Brůny – poprvé v Rakev do domu, poté v 100 nejlepších hororů, Šumavský upír
- Trucování v přírodě – poprvé v Draculův temný stín, poté v Čertova bažina
- Tři v řadě – poprvé v Přesýpací strejda, poté v Koktavé strašidlo
- Turkmenský vlkodav – poprvé v Draculův zlověstný doušek, poté v Zubatá za krkem, 100 nejlepších hororů, Čertova bažina
- Tygrodlak – poprvé v Draculův švagr, poté v Zazvoňte mi umíráčkem!, Draculův poslední doušek, Šumavský upír
- U konce s dechem – poprvé v Markýz de Sádlo: 30 nových hororů, poté v Koktavé strašidlo
- U Kulíšků – poprvé v Přesýpací strejda, poté v Koktavé strašidlo
- U Matěje šenkýře – poprvé v Zazvoňte mi umíráčkem!, poté pod názvem U Matěje Šenkýře v Zubatá za krkem, 100 nejlepších hororů, Čertova bažina
- Ultimátum – poprvé v Draculův temný stín, poté v Čertova bažina
- Umrlec nad splavem – poprvé v Hajlující upír, poté v Koktavé strašidlo
- Upírův krátký život – poprvé v Kdo se bojí, nesmí na hřbitov, poté v Zubatá za krkem, 100 nejlepších hororů, Čertova bažina
- Uškrcená laborantka  – poprvé v Draculův švagr, poté v Sexbomba na doplňkovou půjčku, 100 nejlepších hororů, Šumavský upír
- Úlovek – poprvé v Přesýpací strejda, poté v Koktavé strašidlo
- Úplňky v Kutné Hoře – poprvé v Zubatá za krkem, poté v 100 nejlepších hororů, Šumavský upír
- V zájmu správné věci – poprvé v Markýz de Sádlo: 30 nových hororů, poté v Koktavé strašidlo
- Varování za záhrobí – poprvé v Draculův zlověstný doušek, poté v 100 nejlepších hororů, Čertova bažina
- Velká role Viléma Šajtara – poprvé v Rakev do domu, poté v Draculův poslední doušek, Šumavský upír
- Věci – poprvé v Přesýpací strejda, poté v Koktavé strašidlo
- Věrný Aron – poprvé v Přesýpací strejda, poté v Koktavé strašidlo
- Věštba francouzského zběha – poprvé v Příšerná smrt krásné dívky, poté v Draculův poslední doušek, Šumavský upír
- Větev sebevrahů – poprvé v Hajlující upír, poté v Koktavé strašidlo
- Vila v Karpatech (Soukromý detektiv vzpomíná II) – poprvé v Draculův švagr, poté v Draculův poslední doušek, Šumavský upír
- Viselcova intervence – poprvé v Zazvoňte mi umíráčkem!, poté v Zubatá za krkem, 100 nejlepších hororů, Šumavský upír
- Vlkodlak měl smůlu – poprvé v Zazvoňte mi umíráčkem!, poté v Zubatá za krkem, 100 nejlepších hororů, Šumavský upír
- Vražda slečny Švejdové – poprvé v Draculův švagr, poté v Sexbomba na doplňkovou půjčku, Zazvoňte mi umíráčkem!, 100 nejlepších hororů, Šumavský upír
- Výbava pro život – poprvé v Hajlující upír, poté v Koktavé strašidlo
- Výbuch – poprvé v Draculův temný stín, poté v Čertova bažina
- Výprask za milion – poprvé v Přesýpací strejda, poté v Koktavé strašidlo
- Záskok – poprvé v Hajlující upír, poté v Koktavé strašidlo
- Zcela nezbytná vražda – poprvé v Rakev do domu, poté v Kdo se bojí, nesmí na hřbitov, 100 nejlepších hororů, Čertova bažina
- Zjevení u Botiče – poprvé v Kdo se bojí, nesmí na hřbitov, poté v Zubatá za krkem, 100 nejlepších hororů, Čertova bažina
- Zkažený svět – poprvé v Markýz de Sádlo: 30 nových hororů, poté v Koktavé strašidlo
- Zlý trpaslík Otomar – poprvé v Příšerná smrt krásné dívky, poté v Zubatá za krkem, 100 nejlepších hororů, Šumavský upír
- Zmařené studium – poprvé v Draculův temný stín, poté v Čertova bažina
- Zpoždění – poprvé v Hajlující upír, poté v Koktavé strašidlo
- Zrušený vlak – poprvé v Draculův zlověstný doušek, poté v Zubatá za krkem, 100 nejlepších hororů, Čertova bažina
- Zrůdy – poprvé v Draculův švagr, poté v Draculův poslední doušek, Šumavský upír
- Zubatý Matěj – poprvé v Draculův temný stín, poté v 100 nejlepších hororů, Čertova bažina
- Zvědavost – poprvé v Příšerná smrt krásné dívky, poté v Zubatá za krkem, 100 nejlepších hororů, Šumavský upír
- Zvoník – poprvé v Příšerná smrt krásné dívky, poté v Draculův poslední doušek, Šumavský upír
- Zvuková transfúze – poprvé v Zazvoňte mi umíráčkem!, poté v Zubatá za krkem, pod názvem Zvuková transfuze v 100 nejlepších hororů a Šumavský upír, novější a propracovanější verze povídky nicméně s totožným dějem má název Sladký zvuk zvonů
- Žárlivec – poprvé v Přesýpací strejda, poté v Koktavé strašidlo
- Žebřík do nebe – poprvé v Draculův temný stín, poté v Čertova bažina
- Žert krásné nebožky – poprvé v Kdo se bojí, nesmí na hřbitov, poté v 100 nejlepších hororů, Šumavský upír